# Sar配体
Sar（3,6,10,13,16,19-六氮杂双环[6.6.6]二十烷）是一种有机化合物，化学式为C14H32N6。它可由三氯化三(乙二胺)合钴(III)、硝基甲烷和甲醛在碱性条件下反应，得到配位钴(III)的硝基配体，经还原、氯化、二次还原、配体取代（CN−取代sar）后将其萃取得到。它可以和金属形成螯合物。